# Clytorhynchus vitiensis
Clytorhynchus vitiensis е вид птица от семейство Monarchidae.

## Разпространение
Видът е разпространен в Американска Самоа, Фиджи и Тонга.